# Spoorlijn Neustadt - Kapsweyer
De spoorlijn Neustadt - Wissembourg bestaat eigenlijk uit twee afzonderlijke trajecten: de lijn van Neustadt an der Weinstraße naar Wissembourg in de Elzas (Frankrijk), ook wel Pfälzische Maximiliansbahn of Maxbahn genoemd en de zijlijn tussen Winden en Karlsruhe, ook wel Maxaubahn genoemd. De Duitse spoorlijn is als lijn 3433 tussen Neustadt en Kapsweyer grens onder beheer van DB Netze.
Niet te verwisselen met de Bayerische Maximiliansbahn tussen Ulm en de Oostenrijkse grens bij Kufstein en Salzburg.

## Geschiedenis
Het traject werd door de Maximiliansbahn-Gesellschaft in fases geopend:
- 18 juli 1855: Neustadt - Landau
- 26 november 1855: Landau - Weißenburg

## Treindiensten

### Deutsche Bahn
De Deutsche Bahn verzorgt het personenvervoer op dit traject met RE- / RB-treinen.

### S-Bahn Rhein-Neckar
De S-Bahn, meestal de afkorting voor Stadtschnellbahn, soms ook voor Schnellbahn, is een in Duitsland ontstaan (elektrisch) treinconcept, welke het midden houdt tussen de Regionalbahn en de Stadtbahn. De S-Bahn maakt meestal gebruik van de normale spoorwegen om grote steden te verbinden met andere grote steden of forensengemeenten. De treinen rijden volgens een vaste dienstregeling met een redelijk hoge frequentie.
De treinen van de S-Bahn Rhein-Neckar maken in Neustadt an der Weinstraße gebruik van het station.
- S1 Homburg (Saar) ↔ Osterburken: Homburg (Saar) - Kaiserslautern - Neustadt (Weinstraße) - Schifferstadt - Ludwigshafen - Mannheim - Heidelberg - Neckargemünd - Eberbach - Mosbach - Osterburken

## Aansluitingen
In de volgende plaatsen was of is er een aansluiting van de volgende spoorwegmaatschappijen:

### Neustadt an der Weinstraße

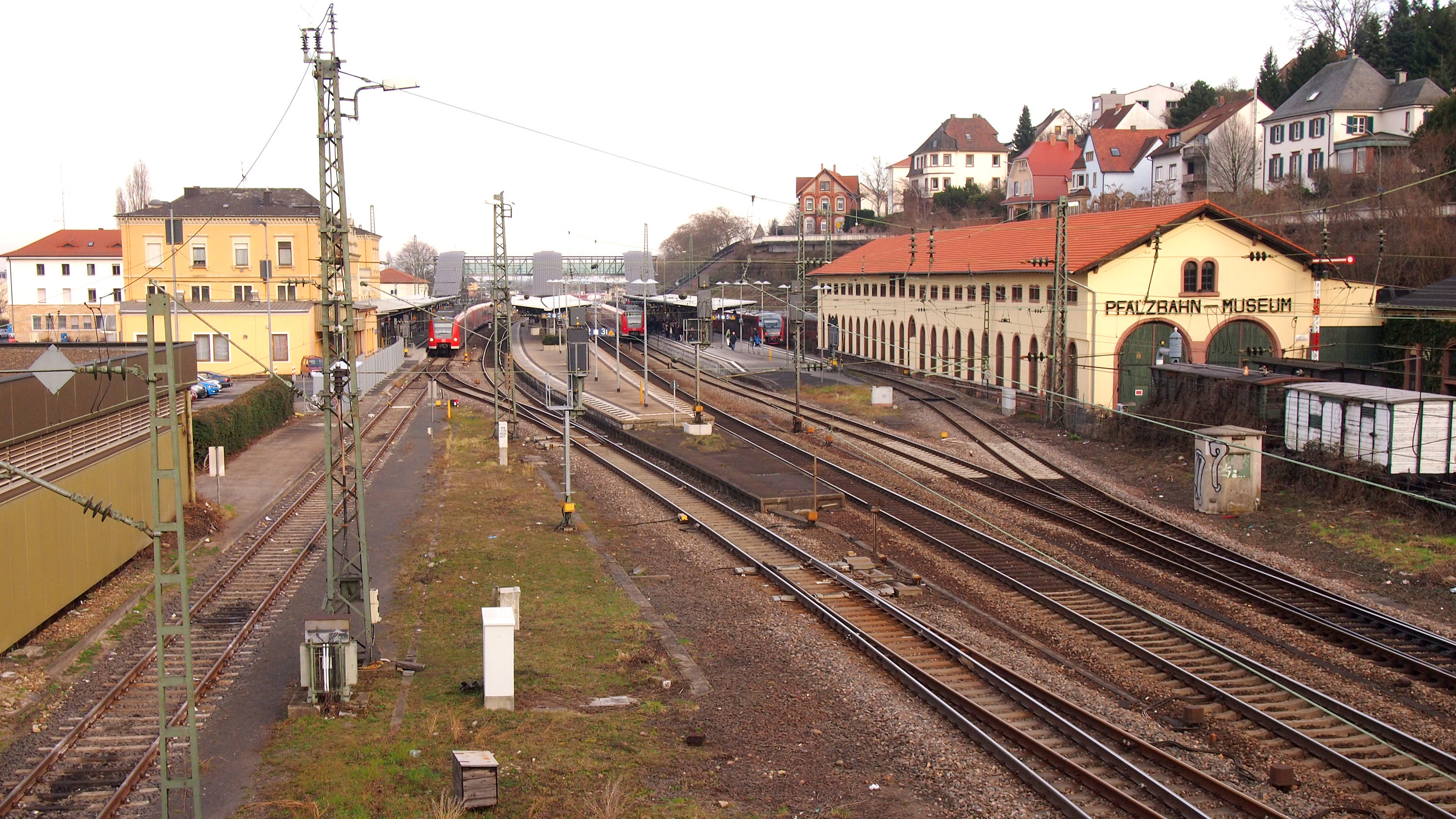
Neustadt an der Weinstraße Hbf.

- Pfälzische Ludwigsbahn, spoorlijn tussen Mannheim en Saarbrücken
- Pfälzische Nordbahn, spoorlijn tussen Neustadt an der Weinstraße en Monsheim
- Kuckucksbähnel, spoorlijn tussen Neustadt an der Weinstraße en Elmstein
- Pfälzische Oberlandbahn Neustadt - Edenkoben - Laudau (NEL) smalspoorlijn tussen Neustadt an der Weinstraße en Laudau
- Neustadt - Speyer smalspoorlijn tussen Neustadt an der Weinstraße en Speyer

### Landau
- Untere Queichtalbahn, spoorlijn tussen Landau en Germersheim
- Queichtalbahn, spoorlijn tussen Landau en Pirmasens
- Pfälzische Oberlandbahn Neustadt - Edenkoben - Laudau (NEL) smalspoorlijn tussen Neustadt an der Weinstraße en Laudau

### Winden
- Kurbadlinie, spoorlijn tussen Winden en Bad Bergzabern
- Karlsruhe - Winden, spoorlijn tussen Karlsruhe en Winden

### Wissembourg
- RFN 146 000 spoorlijn tussen Vendenheim en Wissembourg
- RFN 152 000, spoorlijn tussen Wissembourg en Lauterbourg-Gare